# Primo piano (Renato Zero)
Primo piano è un album raccolta di Renato Zero, pubblicato nel 2006.

## Tracce
1. Mi vendo – 4:16
2. Ti bevo liscia – 2:55
3. Make up, make up, make up – 2:40
4. Nonsense pigro – 3:13
5. Rh negativo – 3:07
6. Madame – 3:46
7. Uomo, no! – 4:42
8. Il caos – 4:09
9. Dana – 3:06

Durata totale: 31:54